# Carlos Silvestri
Carlos Jeanpierre Silvestri Saux (Lima, 22 de junio de 1972) es un exfutbolista peruano, que jugaba en la posición de arquero. Es actual director técnico de Comerciantes Unidos de la Liga1 de Perú, Con el cual es el actual Campeón de la Liga 2 de 2023. Tiene 53 años.

## Biografía
Nacido en Lima, el 22 de junio de 1972, es hijo del expresidente del Deportivo Municipal Carlos Silvestri Somontes, miembro del directorio de la Federación Peruana de Fútbol. El 20 de enero de 2010 contrajo matrimonio con Margie Moya, con quien tiene 1 hija: Chiara.

## Trayectoria
Fue guardameta de San Agustín, del Foot Ball Club Melgar y de Deportivo Municipal.
Junto a Juan Andrés Ricketts, llamaron a Roberto “Titín” Drago  e hicieron una “chanchita” para poder inscribir al Deportivo Municipal, para que el año 2001 pudiera competir en Segunda; luego los tres convocaron a los jugadores.
Luego, en el 2009, forma parte del comando técnico del América Cochahuayco como asistente de Jorge Ágapo Gonzales.
El 7 de marzo del 2014 se le encarga encabezar el comando técnico interino de Universitario de Deportes, luego de la salida de Ángel David Comizzo. En este comando lo acompañan Paolo Maldonado como asistente, el preparador físico Ángelo Guerrero y Godofredo Acevedo como preparador de arqueros. Antes de asumir este reto, Silvestri era entrenador del Equipo de Reservas del Club Universitario de Deportes, con el que logró el cuarto lugar en el torneo del 2013. Dejó la conducción técnica del primer equipo en manos de José Guillermo del Solar para continuar con la conducción del equipo de reservas de la U.

## Clubes

### Como jugador
| Club                | País | Año       |
| ------------------- | ---- | --------- |
| San Agustín         | Perú | 1991-1996 |
| FBC Melgar          | Perú | 1997      |
| Deportivo Municipal | Perú | 1998      |
| Deportivo Pesquero  | Perú | 1999      |
| Deportivo Municipal | Perú | 2000-2004 |
| Virgen de Chapi     | Perú | 2005      |

### Como director técnico
| Club                      | País  | Año         | PD  | PG | PE | PP | Rendimiento |
| ------------------------- | ----- | ----------- | --- | -- | -- | -- | ----------- |
| Deportivo Municipal       | Perú  | 2008        | 22  | 8  | 2  | 12 | 39.39%      |
| Universitario de Deportes | Perú  | 2012        | 1   | 0  | 0  | 1  | 39.39%      |
| Universitario de Deportes | Perú  | 2015        | 5   | 1  | 0  | 4  | 39.39%      |
| Academia Cantolao         | Perú  | 2016 - 2018 | 81  | 29 | 26 | 26 | 39.39%      |
| Selección Sub-17          | Perú  | 2018 - 2020 | 12  | 5  | 4  | 3  | 39.39%      |
| Selección Sub-20          | Perú  | 2020        | 2   | 0  | 0  | 2  | 39.39%      |
| Deportivo Coopsol         | Perú  | 2021        | 13  | 5  | 2  | 6  | 39.39%      |
| Academia Cantolao         | Perú  | 2021        | 19  | 3  | 3  | 13 | 39.39%      |
| Comerciantes Unidos       | Perú  | 2022 - Act. | 58  | 33 | 9  | 16 | 39.39%      |
| Total                     | Total | Total       | 213 | 84 | 46 | 83 | 41.48%      |

## Palmarés

### Como director técnico
| Título           | Club                | País | Año  |
| ---------------- | ------------------- | ---- | ---- |
| Segunda División | Academia Cantolao   | Perú | 2016 |
| Liga 2           | Comerciantes Unidos | Perú | 2023 |